# Casaletto Lodigiano
Casaletto Lodigiano ist eine Gemeinde mit 2988 Einwohnern (Stand 31. Dezember 2023) in der Provinz Lodi in der italienischen Region Lombardei.

## Ortsteile
Im Gemeindegebiet liegen neben dem Hauptort die Fraktionen Gugnano und Mairano, sowie die Wohnplätze Beccalzù, Guado, Moncucca, Stazione und Villarossa.